# Llista de topònims de Lledó
Llista de topònims (noms propis de lloc) del municipi de Lledó, a l'Alt Empordà
Informació actualitzada per un bot. Els canvis manuals es perdran quan s'actualitzi!

## edifici
| imatge | Nom                                  | Ubicat a | instància de | Detalls                       | coordenades                                          | Protecció                   | Commons (més fotos) | Dades a WD                    |
| ------ | ------------------------------------ | -------- | ------------ | ----------------------------- | ---------------------------------------------------- | --------------------------- | ------------------- | ----------------------------- |
|        | Antic ajuntament i rectoria de Lladó | Lledó    | edifici      | Estil: arquitectura popular   | 42° 14′ 52″ N, 2° 48′ 48″ E / 42.247757°N,2.813265°E | bé cultural d'interès local |                     | Modifica les dades a Wikidata |
|        | Can Kiko                             | Lledó    | edifici      | Estil: arquitectura eclèctica |                                                      | bé cultural d'interès local |                     | Modifica les dades a Wikidata |

## entitat singular de població
| imatge | Nom       | Ubicat a | instància de                                                                   | Detalls | coordenades                                                               | Protecció | Commons (més fotos) | Dades a WD                    |
| ------ | --------- | -------- | ------------------------------------------------------------------------------ | ------- | ------------------------------------------------------------------------- | --------- | ------------------- | ----------------------------- |
|        | Llavanera | Lledó    | entitat singular de població                                                   | 20 hab  | 42° 14′ 43″ N, 2° 50′ 00″ E / 42.245222°N,2.833333°E 140 msnm             |           |                     | Modifica les dades a Wikidata |
|        | Lledó     | Lledó    | entitat singular de població ens local històric de Catalunya capital municipal | 723 hab | 42° 14′ 52″ N, 2° 48′ 49″ E / 42.24769°N,2.81373°E 206 msnm               |           |                     | Modifica les dades a Wikidata |
|        | Manol     | Lledó    | entitat singular de població                                                   | 33 hab  | 42° 15′ 44″ N, 2° 48′ 57″ E / 42.262138023169°N,2.815789164533°E 166 msnm |           |                     | Modifica les dades a Wikidata |
|        | el Pujol  | Lledó    | entitat singular de població                                                   | 52 hab  | 42° 15′ 16″ N, 2° 48′ 32″ E / 42.2544°N,2.809°E 233 msnm                  |           |                     | Modifica les dades a Wikidata |

## església
| imatge | Nom                              | Ubicat a | instància de      | Detalls                                  | coordenades                                                                                | Protecció                                            | Commons (més fotos)              | Dades a WD                    |
| ------ | -------------------------------- | -------- | ----------------- | ---------------------------------------- | ------------------------------------------------------------------------------------------ | ---------------------------------------------------- | -------------------------------- | ----------------------------- |
|        | Ermita dels Apòstols             | Lledó    | església ermita   | Estil: arquitectura popular 16th century | 42° 15′ 19″ N, 2° 47′ 54″ E / 42.2553°N,2.79823°E ca:Camí de Sant Martí Sasserres 283 msnm | bé cultural d'interès local                          | Ermita dels Apòstols (Lladó)     | Modifica les dades a Wikidata |
|        | Sant Feliu de Lladó              | Lledó    | església          | Estil: arquitectura popular              | 42° 14′ 57″ N, 2° 48′ 50″ E / 42.2493°N,2.81375°E                                          | bé cultural d'interès local                          |                                  | Modifica les dades a Wikidata |
|        | església de Santa Maria de Lladó | Lledó    | església          | Estil: arquitectura romànica             | 42° 14′ 52″ N, 2° 48′ 49″ E / 42.2477°N,2.81349°E                                          | bé d'interès cultural bé cultural d'interès nacional | Monestir de Santa Maria de Lladó | Modifica les dades a Wikidata |
|        | monestir de Santa Maria de Lladó | Lledó    | església monestir | Estil: arquitectura romànica             | 42° 14′ 52″ N, 2° 48′ 49″ E / 42.247777777778°N,2.8136111111111°E                          | bé cultural d'interès nacional                       | Monestir de Santa Maria de Lladó | Modifica les dades a Wikidata |

## masia
| imatge | Nom                       | Ubicat a | instància de | Detalls                                  | coordenades                                                                         | Protecció                                  | Commons (més fotos) | Dades a WD                    |
| ------ | ------------------------- | -------- | ------------ | ---------------------------------------- | ----------------------------------------------------------------------------------- | ------------------------------------------ | ------------------- | ----------------------------- |
|        | Ca l'Aiguader             | Lledó    | masia        |                                          | 42° 15′ 29″ N, 2° 48′ 00″ E / 42.2579400434703°N,2.80010265481655°E                 |                                            |                     | Modifica les dades a Wikidata |
|        | Ca n'Olives de Manol      | Lledó    | masia        |                                          | 42° 15′ 47″ N, 2° 47′ 25″ E / 42.262994913087°N,2.790324889742°E                    |                                            |                     | Modifica les dades a Wikidata |
|        | Can Baderra               | Lledó    | masia        |                                          | 42° 15′ 32″ N, 2° 48′ 24″ E / 42.25886105746°N,2.80674368683828°E                   |                                            |                     | Modifica les dades a Wikidata |
|        | Can Barral                | Lledó    | masia        |                                          | 42° 15′ 40″ N, 2° 48′ 36″ E / 42.2610912406469°N,2.81011958631134°E                 |                                            |                     | Modifica les dades a Wikidata |
|        | Can Burjó                 | Lledó    | masia        |                                          | 42° 14′ 32″ N, 2° 48′ 57″ E / 42.242324518584°N,2.8158468114628°E                   |                                            |                     | Modifica les dades a Wikidata |
|        | Can Cabota                | Lledó    | masia        |                                          | 42° 16′ 01″ N, 2° 47′ 03″ E / 42.2668273235615°N,2.78415379128941°E 238 msnm        |                                            |                     | Modifica les dades a Wikidata |
|        | Can Costa de Manol        | Lledó    | masia        |                                          | 42° 15′ 34″ N, 2° 49′ 06″ E / 42.259440054416°N,2.8182218130794°E                   |                                            |                     | Modifica les dades a Wikidata |
|        | Can Guïves                | Lledó    | masia        |                                          | 42° 14′ 46″ N, 2° 48′ 09″ E / 42.2462092473274°N,2.80262461225282°E                 |                                            |                     | Modifica les dades a Wikidata |
|        | Can Llavanera             | Lledó    | masia        |                                          | 42° 14′ 41″ N, 2° 50′ 03″ E / 42.2448450651015°N,2.83407150846531°E                 |                                            |                     | Modifica les dades a Wikidata |
|        | Can Manonell              | Lledó    | masia        |                                          | 42° 15′ 14″ N, 2° 49′ 00″ E / 42.2539959885962°N,2.81668731708694°E                 |                                            |                     | Modifica les dades a Wikidata |
|        | Can Marca                 | Lledó    | masia        |                                          | 42° 14′ 13″ N, 2° 49′ 52″ E / 42.2370503965651°N,2.83117105627406°E                 |                                            |                     | Modifica les dades a Wikidata |
|        | Can Pauet                 | Lledó    | masia        |                                          | 42° 14′ 23″ N, 2° 49′ 57″ E / 42.2396012978415°N,2.83261869177307°E                 |                                            |                     | Modifica les dades a Wikidata |
|        | Can Pou                   | Lledó    | masia        |                                          | 42° 15′ 53″ N, 2° 49′ 27″ E / 42.2647432769193°N,2.82424650343157°E                 |                                            |                     | Modifica les dades a Wikidata |
|        | Can Quelet                | Lledó    | masia        |                                          | 42° 15′ 47″ N, 2° 49′ 05″ E / 42.2629594884572°N,2.81811632598796°E                 |                                            |                     | Modifica les dades a Wikidata |
|        | Can Robert                | Lledó    | masia        |                                          | 42° 15′ 02″ N, 2° 48′ 33″ E / 42.2506692790738°N,2.80908407551888°E                 |                                            |                     | Modifica les dades a Wikidata |
|        | Can Roure                 | Lledó    | masia        |                                          | 42° 14′ 25″ N, 2° 48′ 38″ E / 42.2403775884389°N,2.8105816766275°E                  |                                            |                     | Modifica les dades a Wikidata |
|        | Can Rovellat              | Lledó    | masia        |                                          | 42° 15′ 24″ N, 2° 48′ 18″ E / 42.2565974408266°N,2.80494418991965°E                 |                                            |                     | Modifica les dades a Wikidata |
|        | Caselles                  | Lledó    | masia        |                                          | 42° 15′ 25″ N, 2° 48′ 14″ E / 42.2568205693935°N,2.80375539058749°E                 |                                            |                     | Modifica les dades a Wikidata |
|        | Mas Bauma                 | Lledó    | masia        |                                          | 42° 15′ 22″ N, 2° 49′ 41″ E / 42.2560221509322°N,2.82816234440488°E                 |                                            |                     | Modifica les dades a Wikidata |
|        | Mas Canals                | Lledó    | masia        |                                          | 42° 14′ 52″ N, 2° 49′ 22″ E / 42.2479082240655°N,2.82271739783015°E                 |                                            |                     | Modifica les dades a Wikidata |
|        | Mas Noguer                | Lledó    | masia        |                                          | 42° 14′ 24″ N, 2° 48′ 36″ E / 42.2399442262994°N,2.80994059376081°E                 |                                            |                     | Modifica les dades a Wikidata |
|        | Mas Puig del Pla          | Lledó    | masia        |                                          | 42° 14′ 34″ N, 2° 48′ 28″ E / 42.2428855893179°N,2.80772575853589°E                 |                                            |                     | Modifica les dades a Wikidata |
|        | Mas Reixach               | Lledó    | masia        | Estil: arquitectura popular              | 42° 15′ 11″ N, 2° 49′ 11″ E / 42.253153°N,2.819796°E                                | bé integrant del patrimoni cultural català |                     | Modifica les dades a Wikidata |
|        | Mas Ricarbó               | Lledó    | masia        |                                          | 42° 14′ 12″ N, 2° 49′ 53″ E / 42.2366635909525°N,2.83148720031012°E                 |                                            |                     | Modifica les dades a Wikidata |
|        | ca n'Olives               | Lledó    | masia        | Estil: arquitectura popular 18th century | 42° 15′ 56″ N, 2° 48′ 04″ E / 42.2655°N,2.80124°E ca:al nord-oest de Manol 191 msnm | bé cultural d'interès local                | Ca n'Olives         | Modifica les dades a Wikidata |
|        | la Casa Nova d'en Pasqual | Lledó    | masia        |                                          | 42° 15′ 08″ N, 2° 47′ 45″ E / 42.2522045560209°N,2.79584145186953°E                 |                                            |                     | Modifica les dades a Wikidata |
|        | la Corominola             | Lledó    | masia        |                                          | 42° 14′ 32″ N, 2° 48′ 00″ E / 42.242298137952°N,2.8000899857576°E                   |                                            |                     | Modifica les dades a Wikidata |
|        | la Teulera                | Lledó    | masia        |                                          | 42° 15′ 02″ N, 2° 49′ 45″ E / 42.250450688688°N,2.8291576570728°E                   |                                            |                     | Modifica les dades a Wikidata |

## Misc
| imatge | Nom                          | Ubicat a    | instància de      | Detalls                                   | coordenades                                                            | Protecció                                  | Commons (més fotos) | Dades a WD                    |
| ------ | ---------------------------- | ----------- | ----------------- | ----------------------------------------- | ---------------------------------------------------------------------- | ------------------------------------------ | ------------------- | ----------------------------- |
|        | Escut de la Casa del Camarer | Lledó       | escut d'armes     | Estil: barroc                             | 42° 14′ 52″ N, 2° 48′ 49″ E / 42.2477°N,2.81349°E                      | bé integrant del patrimoni cultural català |                     | Modifica les dades a Wikidata |
|        | Granja d'en Gou              | Lledó       | granja            |                                           | 42° 15′ 04″ N, 2° 49′ 05″ E / 42.251062179138°N,2.81808989837995°E     |                                            |                     | Modifica les dades a Wikidata |
|        | Manol                        | Alt Empordà | curs d'aigua      | Desemboca: Muga Llarg: 40km Conca: 150km² | 42° 16′ 29″ N, 3° 01′ 33″ E / 42.2747°N,3.02589°E 48 msnm              |                                            | Manol               | Modifica les dades a Wikidata |
|        | Molí de Baix                 | Lledó       | molí d'aigua      |                                           | 42° 15′ 22″ N, 2° 49′ 18″ E / 42.2561473057517°N,2.82165170585372°E    |                                            |                     | Modifica les dades a Wikidata |
|        | casa consistorial de Lladó   | Lledó       | casa consistorial |                                           | 42° 14′ 53″ N, 2° 48′ 49″ E / 42.2480174°N,2.8135803°E                 |                                            |                     | Modifica les dades a Wikidata |
|        | creu de terme de Lladó       | Lledó       | creu de terme     | Estil: arquitectura popular 19th century  | 42° 14′ 41″ N, 2° 49′ 12″ E / 42.24472222222222°N,2.8200000000000003°E | bé integrant del patrimoni cultural català |                     | Modifica les dades a Wikidata |
|        | serra del Mig                | Lledó       | serra             |                                           | 42° 15′ 22″ N, 2° 49′ 02″ E / 42.25608889°N,2.81730528°E 212 msnm      |                                            |                     | Modifica les dades a Wikidata |